# Gobius bucchichi
Gobius bucchichi är en fiskart som beskrevs av Steindachner, 1870. Gobius bucchichi ingår i släktet Gobius och familjen smörbultsfiskar. IUCN kategoriserar arten globalt som livskraftig. Inga underarter finns listade i Catalogue of Life.